# Pièce d'un quart de dollar américain
Pour les articles homonymes, voir quarter.
Un quarter est le nom donné par les Américains à une pièce de monnaie ayant cours légal, d'une valeur de 25 cents (ou 25¢), soit un quart de dollar ($1).

## Caractéristiques
Son diamètre actuel est de 24,26 mm (0,955 in), sa masse de 5,670 g, et son épaisseur de 1,75 mm (0,069 in).
Sa composition est de 92 % de cuivre pur recouvert par un plaquage de 8 % de nickel marqué à la tranche par une coloration marron.

## Histoire

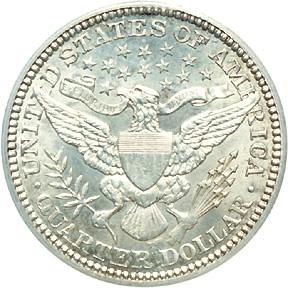
Quarter de dollar au millésime 1913 (argent 900/1000).

Les quarters sont frappés par l’US Mint depuis 1796 : cette année-là, plus de 6 146 pièces en argent titrant 892/1000 sortent des ateliers, l'avers, dessiné par Robert Scot, montre le buste allégorique de la Liberté, une jeune femme de profil regardant vers la droite, les cheveux dans le vent, la poitrine généreuse mais couverte. Elle pèse 6,740 g, son épaisseur est de 0,89 mm et elle est surnommée Draped Bust Quarter.
Signalons que précédemment, en 1792, environ 12 000 pièces de 25 cents en bronze et en métal blanc avaient été frappées à titre expérimental, suivant un type conçu par le peintre Joseph Wright : ces pièces sont aujourd'hui extrêmement rares. Il n'existe pas de pièce de 20 cents aux États-Unis (sauf durant les années 1875-1878).
En 1804, au petit aigle aux ailes déployées du revers Robert Scot ajoute une série de motifs, dont le bouclier héraldique, des étoiles et des flèches qui constituent les éléments principaux de l'actuel Grand sceau des États-Unis, ainsi que la mention « 25 C. » (pour cents) et la devise latine e pluribus unum.
En 1815, le graveur d'origine allemande John Reich (Johann Matthias Reich, 1768-1833) redessine complètement la pièce : elle est surnommée Liberty Capped, car elle présente sur l'avers le profil d'une femme en buste tournée vers la gauche et coiffée d'un bonnet phrygien sur lequel est inscrit le mot liberty. En 1831, la gravure est légèrement redessinée par William Kneass et la devise latine disparaît du revers.
En 1838, Christian Gobrecht dessine et grave la Liberty Seated Quarter, avec sur l'avers une femme en pieds, assise, le regard tournée vers la gauche. Sur le revers, apparaît sous l'aigle la mention « Quar. dol. » pour quarter dollar. Ce type monétaire demeure sans véritable grande modification jusqu'en 1891, seul le poids et le titrage changent : 6,22 g à 900/1000 d'argent pur et 10 % de cuivre. En 1866, la devise latine réapparaît dans un phylactère au-dessus de l'aigle.
En 1906, Charles E. Barber redessine la gamme monétaire, la pièce est appelée Barber Quarter. L'avers montre une tête aux traits féminins, tournée de profil vers la droite et entourée d'étoiles. le revers reprend en partie l'aigle héraldique du type 1804, souligné par la mention « Quarter dollar », en toutes lettres. Le poids passe à 6,25 g.
En 1916, Hermon Atkins MacNeil, dans un style très art nouveau, propose pour l'avers une femme en pieds debout, regardant vers la gauche, entourée de deux frontons, tenant serré sous son bras gauche un bouclier ; au revers, l'aigle est saisi durant son vol. Ce type est appelé Standing Liberty Quarter : l'allégorie est poitrine dénudée aux millésimes 1916-1917 seulement.
En 1932, John Flanagan remporte le concours de l'US Mint en proposant, à l’occasion du bicentenaire de sa naissance, le profil de George Washington à l'avers, un motif repris d'un buste exécuté par Houdon en 1786. Ce type perdure jusqu'en 1964 en argent, puis passe en cupro-nickel (cf. composition plus haut) avec tranche bicolore cannelée jusqu'en 1999, date à laquelle William Cousins modifie sensiblement le motif de Flanagan pour l'avers seulement, offrant le revers à des séries commémoratives et thématiques (quatre à cinq fois l'an). En 1975 et 1976 seulement, pour commémorer le bicentenaire de l’État, le revers est redessiné par Jack L. Ahr et montre un tambour major insurgé de l'armée coloniale (colonial military drummer) : près de 815 millions de pièces sont frappées. Le Washington Quarter est la pièce la plus utilisée dans les appareils de distribution automatique américains.